# St. Alto (Leutstetten)

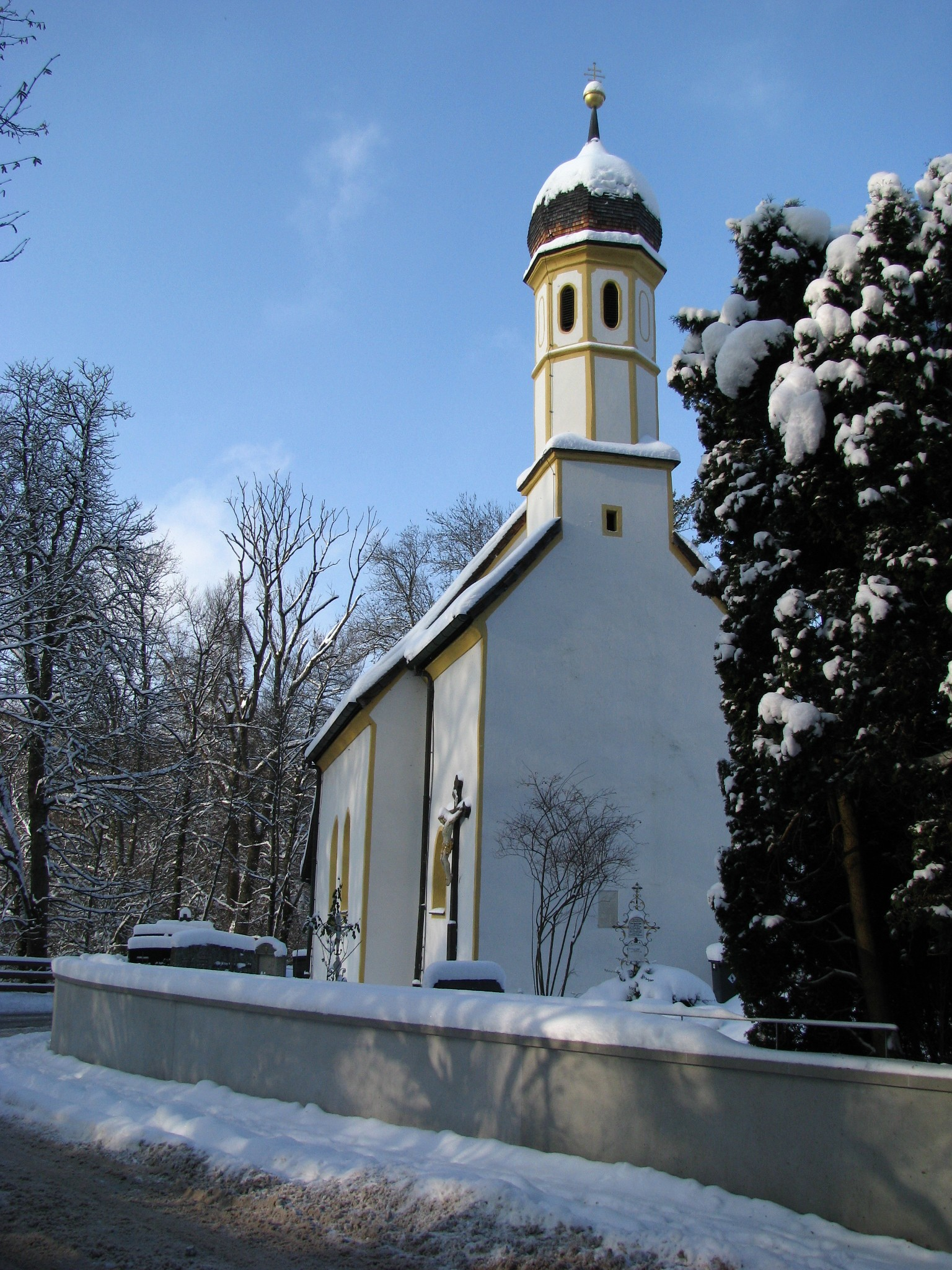
Kirche St. Alto in Leutstetten

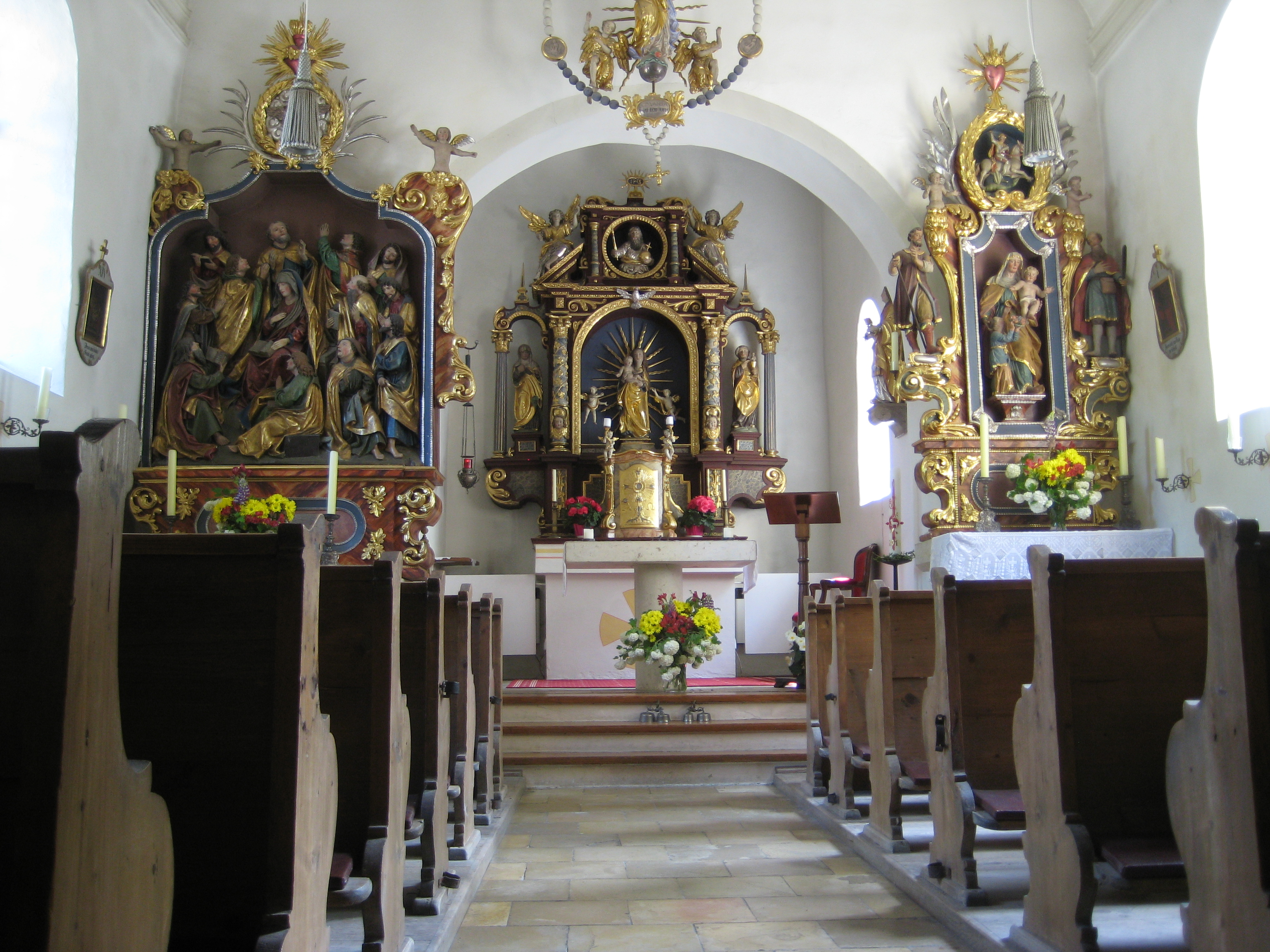
Innenraum. Links der Pfingstaltar von Erasmus Grasser oder seiner Werkstatt

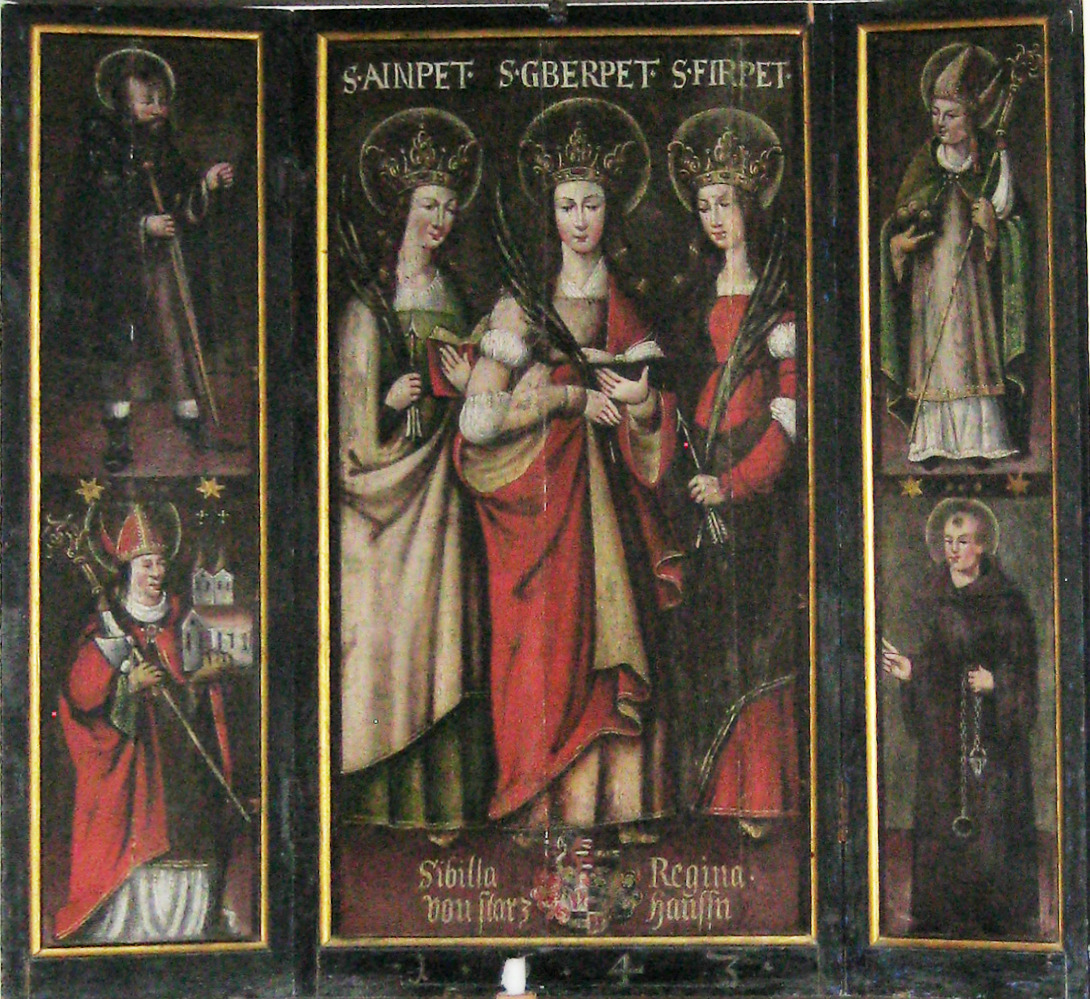
Holztafel mit den heiligen Schwestern Ainpet, Gberbet und Firpet

Die Kirche St. Alto ist eine römisch-katholische Kirche des Erzbistums München-Freising in Leutstetten, einem Ortsteil von Starnberg. Sie ist dem heiligen Alto geweiht, der als Einsiedler im 8. Jahrhundert im Gebiet des heutigen Altomünster gewirkt hat.

## Geschichte
Die Filialkirche, die heute zur Pfarrei Gauting zählt, ist im Kern spätgotisch und wurde im 15. und 17. Jahrhundert mehrfach verändert. Der Hochaltar geht auf das Jahr 1665 zurück. Der Zwiebelturm wurde 1738 von Johann Kempter ergänzt, nachdem die Kirche durch einen Blitzschlag in Mitleidenschaft gezogen worden war.

## Innenraum
Sehenswert in St. Alto sind vor allem drei Kunstwerke: Zum einen der geschnitzte Seitenaltar auf der linken Seite, der sogenannte „Pfingstaltar“. Dieser wurde um 1520 von Erasmus Grasser oder einem seiner Schüler angefertigt. Der Hochaltar wurde 1665 von Hans Nursch, Johannes Krinner und Hans Georg Irnkauf gestaltet.
Zum anderen findet sich in der Kirche eine Holztafel unter der Westempore rechts neben dem Eingang, die drei heilige Schwestern (Ainpet, Gberpet und Firpet) zeigt und aus dem Jahr 1643 stammen dürfte. Die Verehrung dieser heiligen Jungfrauen ist seit 1605 nachweisbar, ihre Ursprünge sind aber ungeklärt. Gesichert scheint, dass die Wurzeln der Erzählung um diese drei Jungfrauen bis weit vor das 17. Jahrhundert zurückreichen. Sie werden mit den drei Beten in Verbindung gebracht und ihnen werden die Funktionen von Fruchtbarkeitsgöttinnen und als Beschützerinnen von Familien zugeschrieben.